# Castello Malaspina-Dal Verme
Das Castello Malaspina-Dal Verme ist eine spätmittelalterliche Burg in der Gemeinde Bobbio in der italienischen Emilia-Romagna. Sie liegt in erhöhter Position im oberen Teil des Dorfes über dem gleichnamigen Park. Sie ist Teil des Circuito dell’Associazione dei Castelli del Ducato di Parma, Piacenza e Pontremoli.
Seit Januar 2020 wird die Burg von der Gemeinde Bobbio verwaltet.

## Geschichte
Die Befestigung der Siedlung Bobbio begann mit dem Bau einer Stadtmauer im 13. Jahrhundert; ein Dokument aus dem Jahre 1219 benennt eine „Braida de Castello“. Den Bau der Festung, wie wir sie heute sehen können, ist Corradino Malaspina geschuldet, der sie in den ersten Jahren des 14. Jahrhunderts beauftragte.

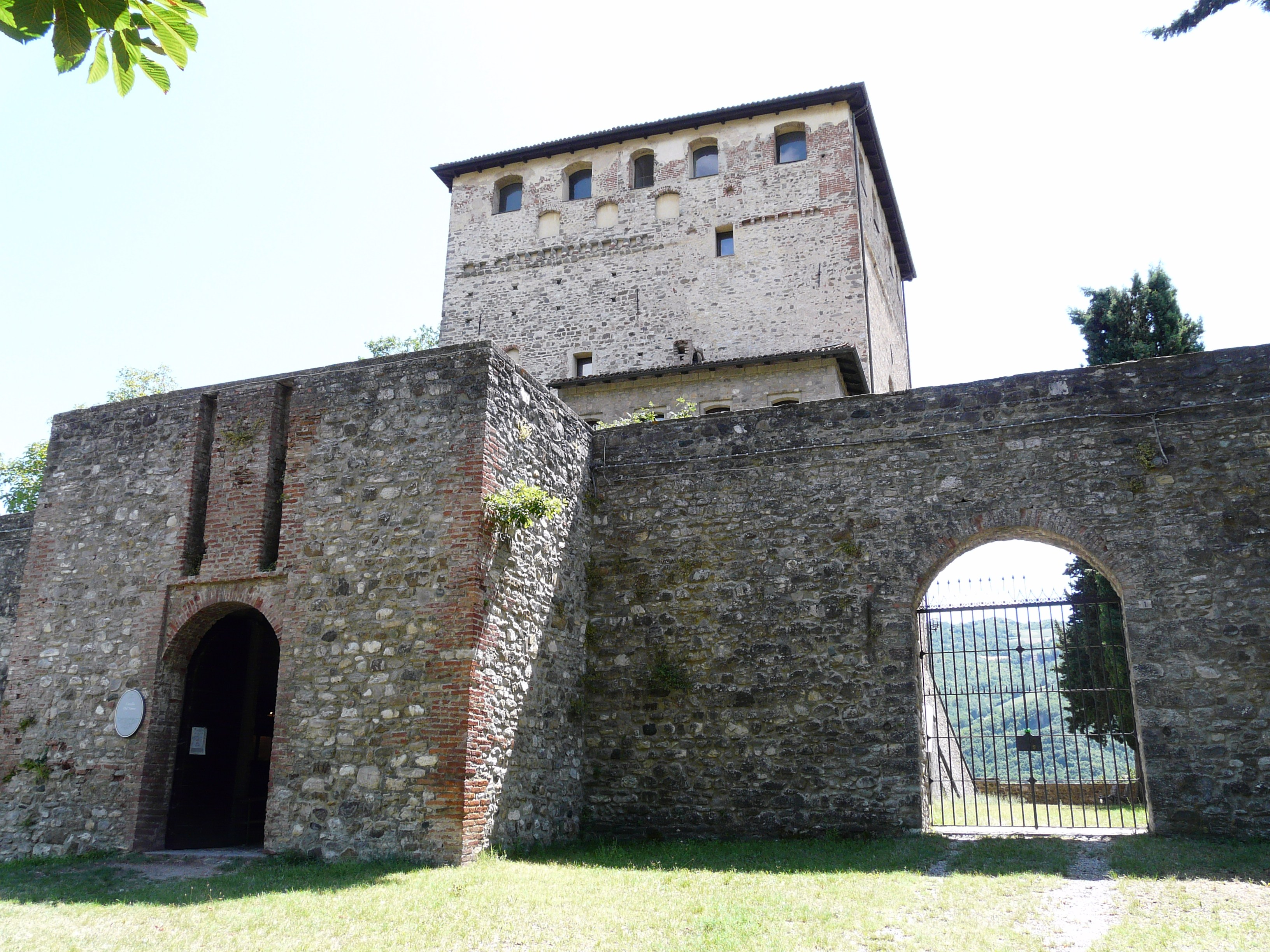
Haupteingang

Die Burg wurde neben einer alten, römische Kirche errichtet, von der Geschichtswissenschaftler meinen, dass sie einst die Basilica San Pietro sein könnte, die ein unbekannter Missionar, der die primitive Siedlung zum christlichen Glauben bekehrte, vor dem Eintreffen des Heiligen Columban von Luxeuil hatte bauen lassen. Die Tatsache, dass sich die Siedlung um die alte, römische Kirche herum entwickelte, hatte diese alte Sage bereits verdrängt und die nachfolgenden geologischen und archäologischen Funde haben definitiv gezeigt, dass die alte Basilika genau dort war, wo die heutige Basilika der Abtei steht, die nacheinander mehrfach umgebaut wurde, ob in langobardischer Zeit, in karolingischer Zeit, im Mittelalter oder in der Renaissance. Von der alten Kirche der Burg, die nicht zufällig auch als „Kirche des Bischofs“ bezeichnet wurde und von der die Reste neben dem Eingang zum Turm übriggeblieben sind, war die alte Marienkirche, die seit langobardischer Zeit für Feiern genutzt wurde, an denen auch Frauen teilnehmen konnten; tatsächlich war die Klosterkirche weiblichen Gläubigen verschlossen. Diese war von 1017 bis 1075 zeitweiser Sitz des Grafbischofs und des Bistums Bobbio, bevor die neue Marienkathedrale von Bobbio errichtet wurde, die Name und Titel übernahm. Tatsächlich entstand die neue politisch-administrative Macht am 14. Februar 1014 mit der Erhebung von Bobbio zur Stadt und zum Bischofssitz; Bischof war anfangs Pietroaldo, der Abt des Klosters und neuer Abtbischof; 1017 wurden die Ämter aufgespalten, Bosone wurde der neue Abt und Attone der neue Bischof, der den Sitz des Bistums zeitweise in die alte, römische Marienkirche zurückverlegte.
In der turbulenten Zeit der Kämpfe zwischen den Guelfen und Ghibellinen war die Burg von den Ghibellinen beherrscht, dort suchten die Adligen Schutz vor den Angriffen der Stadt Piacenza (guelfisch) auf die Burgen des Val Trebbia.
1342 gelangte sie in Besitz der Viscontis aus Mailand; 1413 wurde sie für ein einziges Jahr von den Anguissolas aus Travo erobert, fiel an die Viscontis zurück, die 1436 die Burg mit dem Titel eines Grafen von Bobbio, Voghera und des Val Tidone an die Familie Dal Verme vergab, die sie mit wechselndem Kriegsglück bis zur Abschaffung des Feudalismus (durch Napoleon, 1805) behielten.
Das vernachlässigte Gebäude, das begann, zur Ruine zu verfallen, wurde 1814 an Paolo dalla Cella verkauft, dessen Erben es 1956 dem Staat überließen.
Heute ist das Castello Malaspina-Dal Verme öffentlich zugänglich und wurde in den Circuito dell’Associazione dei Castelli del Ducato di Parma, Piacenza e Pontremoli aufgenommen.
Seit Dezember 2014 hat es das Ministero per i beni e le attività culturali e per il turismo durch das Polo museale dell’Emilia-Romagna direkt verwaltet und im Dezember wurde es Direzione regionale Musei.
Seit Januar 2020 wird die Burg von der Gemeinde Bobbio verwaltet.

## Beschreibung

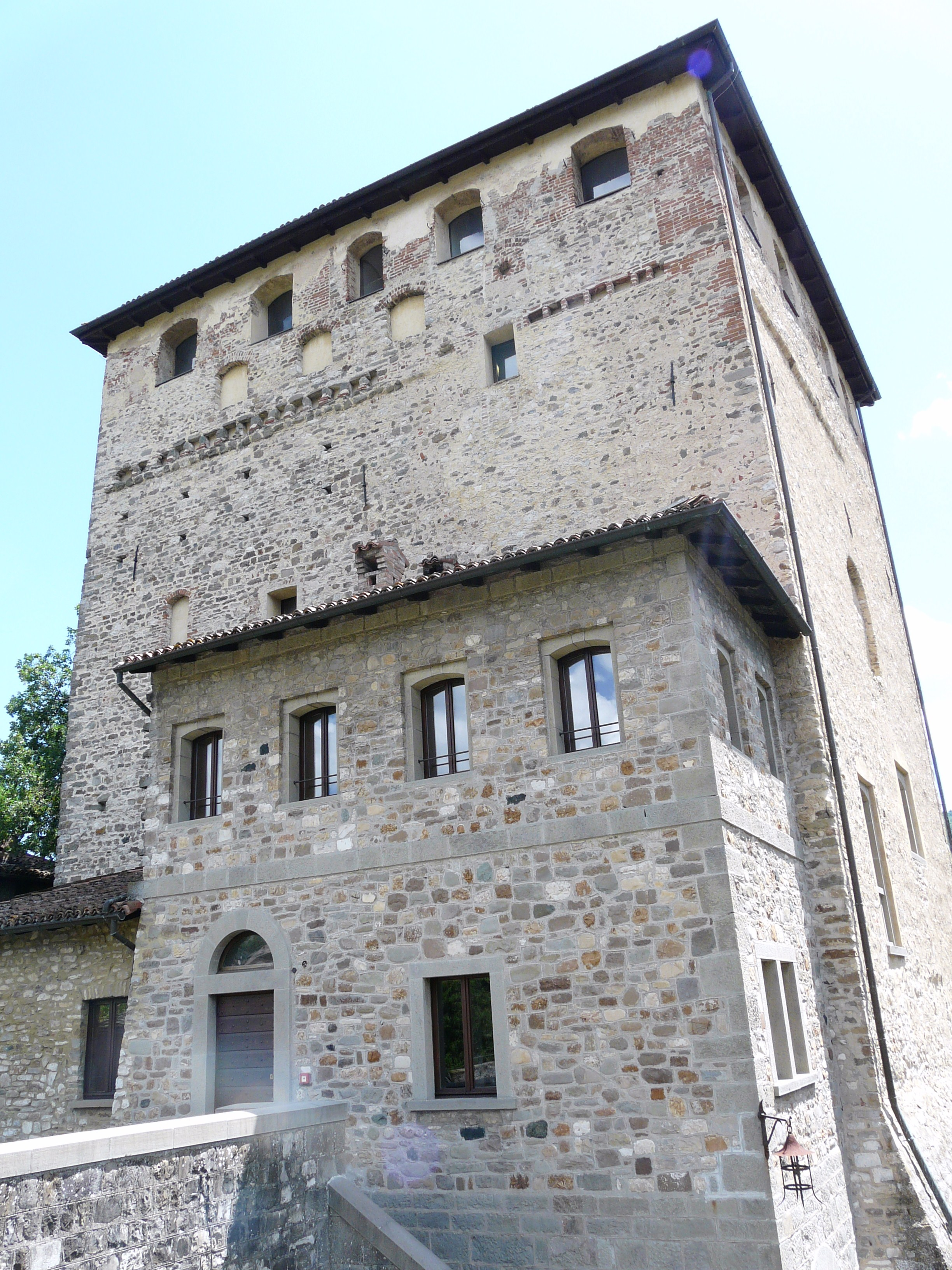
Der Bergfried der Burg

### Bischofsturm
Dies ist der älteste Teil der heutigen Burg und wurde nach 1017 neben der alten, römischen Marienkirche errichtet, vermutlich als Glockenturm, der zusätzlich der Verteidigung diente. Vor dem Bau der Burg waren dort die Truppen untergebracht; er wurde zu einer nicht genau bekannten Zeit in der Höhe gekürzt.

### Burg

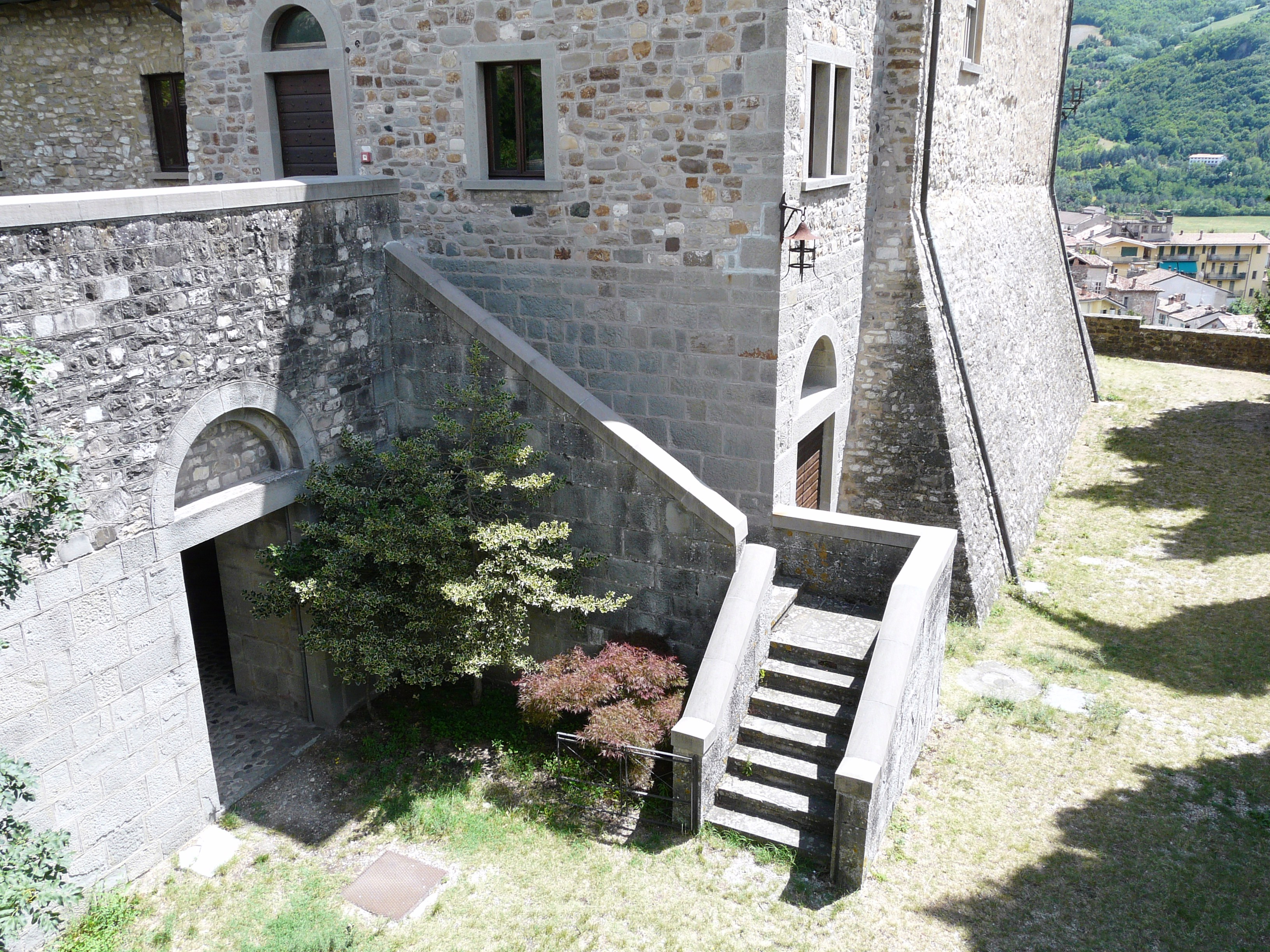
Eingangsatrium zur Burg

Die Burg besteht aus einem massigen Bergfried mit rechteckigem Grundriss, mit dem ein kleiner Rundturm, ein Turm mit quadratischem Grundriss und weitere, kleine Gebäude, sowie die Wohnstätten der Wachen und ein jüngerer Bau, der sehr viel niedriger als der Bergfried ist, verbunden sind. Alle diese Gebäude sind aus Stein mit Einsprenkelungen von Mauerziegeln erbaut, haben kleine Fenster und sind alle mit Ziegeldächern ausgestattet. Die Spuren der beiden Eingänge, ausgestattet mit Zugbrücken sind noch erhalten; früher führte nur der Eingang von Nordwesten zum Bergfried. Der Bergfried hat fünf Stockwerke mit Räumen, die Tonnengewölbedecken und Holzböden mit Intarsien besitzen. Die ersten drei Räume dienten Wohnzwecken, der vierte als Wohnstatt für die Truppe und der fünfte erfüllte Verteidigungsaufgaben und liegt im Dachgeschoss, das von vier Pfeilern gestützt wird und heute mit 18 kürzlich eingebauten Fenster belichtet ist; ursprünglich gab es dort nur gespreizte Schießscharten.

### Mauern

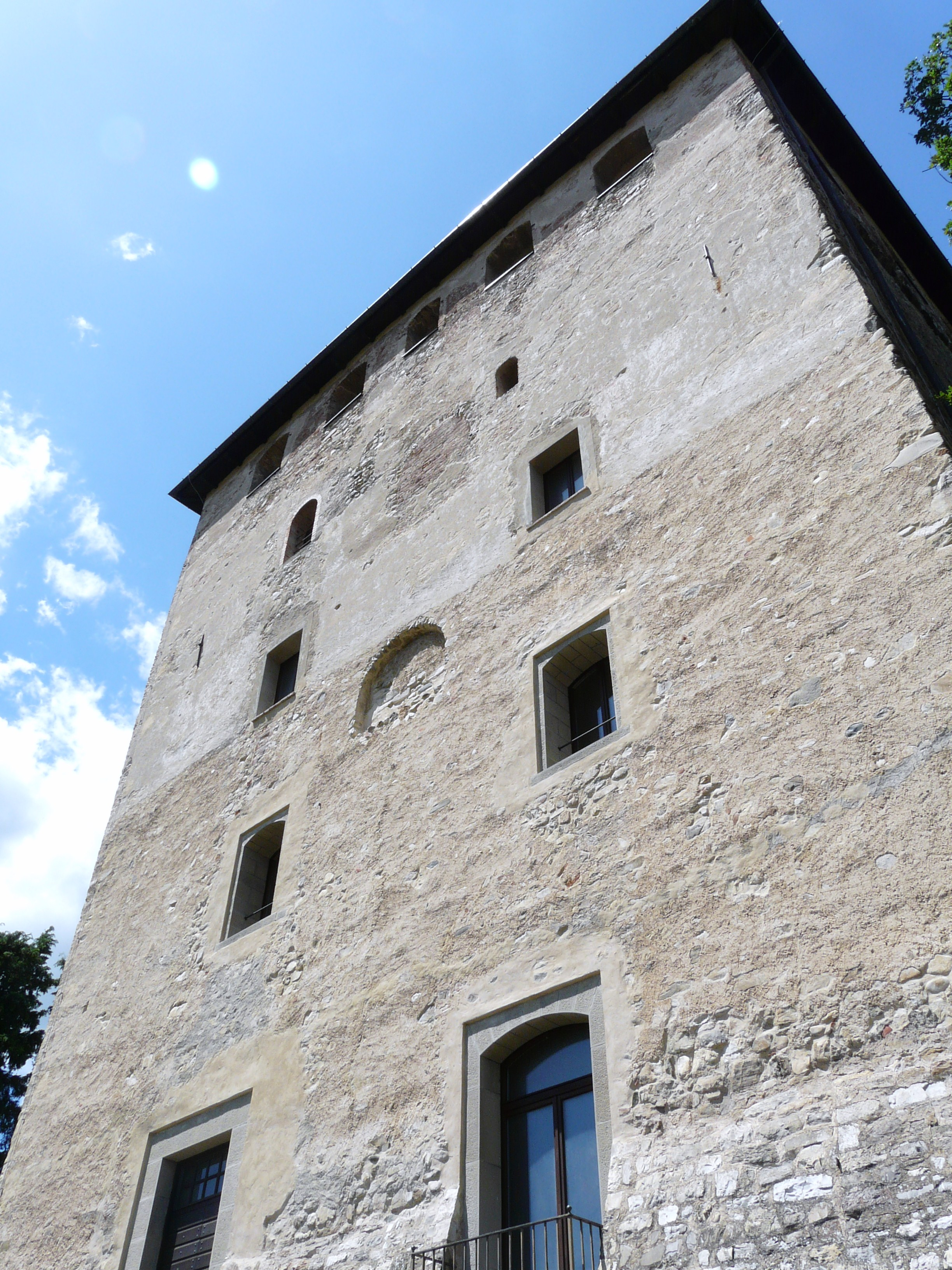
Der Bergfried nach Bobbio hin

Es gab zwei Mauerringe; der innere, der den Bergfried eng umgibt, hat eine rechteckige Form und wurde auf einem Damm erbaut, der der Burg ihre erhöhte Position verleiht. Heute ist vom äußeren Mauerring, der 1858 abgerissen wurde, keine Spur mehr vorhanden; aus den Plänen des 18. Jahrhunderts ersieht man, dass die Burg mit einer äußeren Wehrmauer verbunden war, die mit befestigten Toren ausgestattet war, die in ihrem Inneren zwei weitere Türme hatten: Den kleinen Turm und den Torre di Primatello.

## Sage vom Messerbrunnen

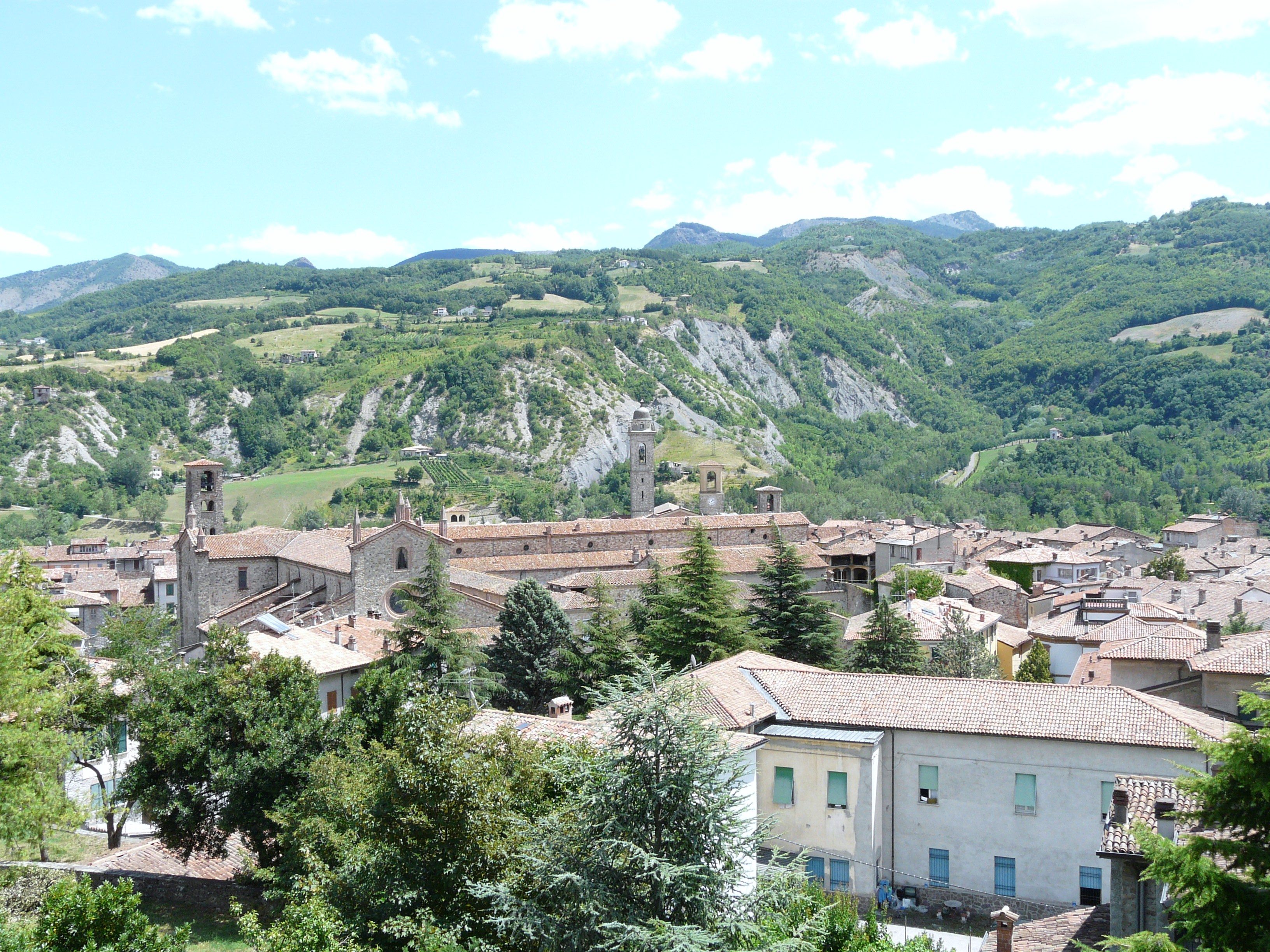
Panorama von Bobbio und dem Kloster vom Burghof aus

Man erzählt sich die Sage vom Messerbrunnen, der sich in der Burg im Keller des südöstlichen Rundturmes befand, der heute verfüllt und geschlossen ist. Es soll sich um einen Brunnen gehandelt haben, bei dem die Öffnung mit zahlreichen, scharfen Klingen bedeckt war, hervorstehend und horizontal platziert und mit einem Kerker ohne Ausweg verbunden. Wer darin gelandet ist, ist nicht bekannt, wahrscheinlich Feinde des Burgherrn und unwillkommene Besucher, aber man erzählt sich auch von jungen Frauen, die von verschiedenen Burgbewohnern entführt worden waren. Bei den Erzählungen, auch über die letzten Eigentümer der Burg, bezieht man sich auf die Tatsache, dass diejenigen, die in den Brunnen geworfen wurden, es vorzogen, sich gegen die Klingen an den Rändern zu werfen, um einen Todeskampf im Verborgenen zu vermeiden. Es wird auch von „Geistern“ erzählt; es gibt Leute, die schwören, dass sie sie auf den Mauern gesehen haben, vielleicht von denen, die zu dieser Folter verurteilt wurden.

## Quellen

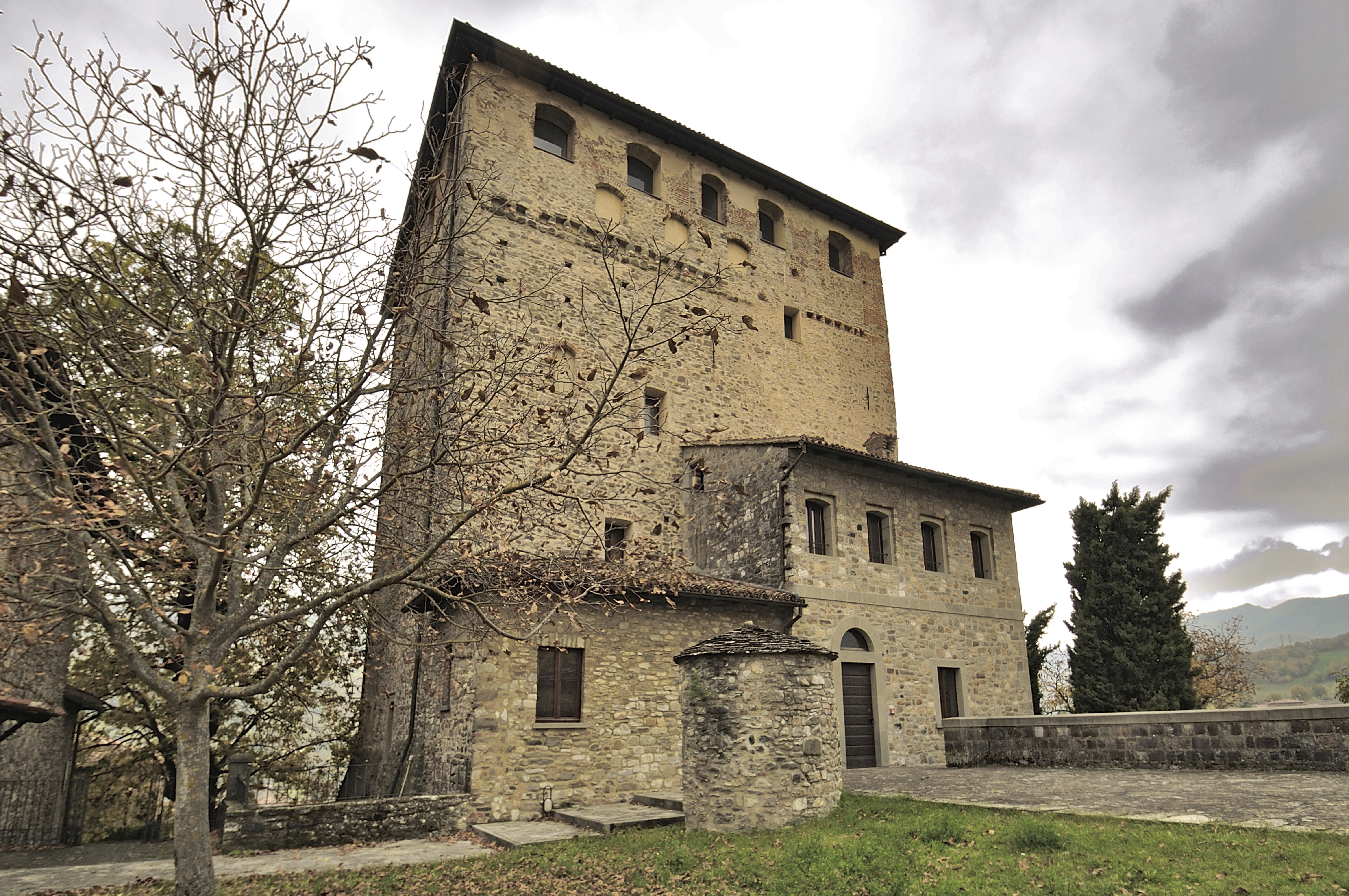
Der hohe Hof über der Mauer mit dem Brunnen und dem Eingang zum Bergfried